# Material Girl
"Material Girl" là một bài hát của nghệ sĩ thu âm người Mỹ Madonna nằm trong album phòng thu thứ hai của cô, Like a Virgin (1984). Nó được phát hành vào ngày 23 tháng 1 năm 1985 như là đĩa đơn thứ hai trích từ album bởi Sire Records. Ngoài ra, bài hát cũng xuất hiện trong album tuyển tập năm 1990 The Immaculate Collection với một số hiệu chỉnh về phần phối khí, cũng như với phiên bản gốc trong album tuyển tập năm 2009 Celebration. "Material Girl" là một bản dance-pop được viết lời bởi Peter Brown và Robert Rans, và được sản xuất bởi Nile Rodgers. Madonna giải thích rằng ý tưởng cho bài hát được xuất phát từ chính những trải nghiệm trong cuộc sống của cô lúc bấy giờ, và cảm thấy rằng "Material Girl" thu hút công chúng chính là nhờ nội dung có phần khiêu khích của nó.
"Material Girl" còn bao gồm một đoạn phối với một giọng hát lặp lại như người máy cho đoạn hook của nó, "living in a material world". Nội dung của bài hát nói về chủ nghĩa vật chất, trong đó Madonna hát về mong muốn có được một cuộc sống phóng túng và giàu có, chứ không phải những mối quan hệ tình cảm và sự lãng mạn. Sau khi phát hành, nó đã nhận được những phản ứng tích cực từ các nhà phê bình âm nhạc, trong đó họ nhận định "Material Girl" và đĩa đơn trước "Like a Virgin" đã giúp nâng tầm hình ảnh của Madonna như là một biểu tượng của nền văn hóa pop. Bài hát cũng gặt hái những thành công vượt trội về mặt thương mại, lọt vào top 5 ở nhiều thị trường lớn như Úc, Bỉ, Canada, Ireland, Nhật Bản và Vương quốc Anh. Tại Hoa Kỳ, nó đạt vị trí thứ hai trên bảng xếp hạng Billboard Hot 100 trong hai tuần liên tiếp, trở thành đĩa đơn thứ ba của nữ ca sĩ lọt vào top 5 tại đây.
Video ca nhạc cho "Material Girl" được đạo diễn bởi Mary Lambert, người đã hợp tác với Madonna trong hai video ca nhạc cho "Like a Virgin" và "Borderline", trong đó cô hóa thân thành Marilyn Monroe trong màn trình diễn của bài hát "Diamonds Are a Girl's Best Friend" trích từ phân cảnh của bộ phim năm 1953 Gentlemen Prefer Blondes. Ngoài ra, nó còn bao gồm những cảnh một đạo diễn Hollywood đã cố gắng theo đuổi nữ diễn viên (do chính Madonna thủ vai), nhưng trái với nội dung bài hát, người phụ nữ trẻ đã không bị thu hút bởi vật chất và ông đã thành công trong việc hẹn hò với cô. Video đã nhận được hai đề cử tại giải Video âm nhạc của MTV năm 1985 cho Video xuất sắc nhất của nữ ca sĩ và Video có vũ đạo xuất sắc nhất.
Kể từ khi phát hành, cụm từ "material girl" đã trở thành một biệt danh khác của Madonna, mặc dù cô luôn thể hiện sự hối hận khi thu âm nó bởi tiêu đề của bài hát đã gắn bó với cô trong nhiều thập niên. "Material Girl" đã được trình diễn trong năm chuyến lưu diễn của Madonna, với nội dung dàn dựng tương tự như video ca nhạc của nó. Bài hát cũng được hát lại bởi một số nghệ sĩ như Elton John, Britney Spears, chị em Hilary và Haylie Duff, cũng như xuất hiện trong nhiều bộ phim như Moulin Rouge! (2001) và Bridget Jones: The Edge of Reason (2004). Tính đến nay, nó được ghi nhận bởi giới chuyên môn và truyền thông trong việc giúp nâng cao vị thế của người phụ nữ, và là đề tài cho nhiều cuộc tranh luận trong nhiều năm.